# Нуньеш, Жаир
Жаир Нуньеш ду Эспириту-Санту, также известный как Жаир (родился 15 сентября 1994 года) — сантоминский футболист, полузащитник, выступал за сборную Сан-Томе и Принсипи.
Первым клубом Жаира стал «Крус Вермелья», в этой команде он добился уникальной результативности, забивая в среднем больше одного гола за матч.
Он дебютировал за Сан-Томе и Принсипи в 2011 году в игре против Конго, первом матче квалификации к чемпионату мира 2014 года. Он забил свой первый гол с пенальти в матче против Лесото в квалификации на Кубок африканских наций 2013, кроме Жаира, в том матче никто не забивал. Он сделал свой первый международный дубль в игре против Сьерра-Леоне в той же квалификации, но этого не хватило для победы, соперник выиграл со счётом 4:2.